# 迪克-伊巴赫阶梯
迪克-伊巴赫阶梯（Dicke-Ibach-Treppe）是伍珀塔尔巴门区的一处户外阶梯，通向约瑟夫-海顿大街（原名里查德-瓦格纳大街）的别墅，由弗里德里希·威廉·迪克和彼得·阿道夫·鲁道夫·伊巴赫于1897年捐建。复杂的楼梯设计借鉴了城堡建筑和哥特式建筑的形式，是当时公园建筑的典型。
2006年以前，阶梯上一直装饰着青铜浮雕“基督治愈被虐待的动物”。2006年，这尊浮雕被窃贼偷走，在废料场发现时雕塑已被破坏，现在改用一个复制品代替。